# 20686 Тоттумкара
20686 Тоттумкара (20686 Thottumkara) — астероїд головного поясу, відкритий 4 листопада 1999 року.
Тіссеранів параметр щодо Юпітера — 3,548.